# Copelatus latifasciatus
Copelatus latifasciatus är en skalbaggsart som beskrevs av Bilardo och Rocchi 1999. Copelatus latifasciatus ingår i släktet Copelatus och familjen dykare. Inga underarter finns listade i Catalogue of Life.